# هاسمیک شیرویان
هاسمیک شیرویان (ارمنی: Հասմիկ Շիրոյան؛ Hasmik Shiroyan زادهٔ ۲۰ آوریل ۱۹۹۳) خواننده و ترانه‌پرداز اهل ارمنستان است. وی از سال ۲۰۱۴ میلادی تاکنون مشغول فعالیت بوده است.

## زندگی‌نامه
وی در ۲۰ آوریل ۱۹۹۳ در ایروان به دنیا آمد.  وی در فصل چهارم مسابقه صدا به رقابت پرداخت. 